# Terremoto de España de 949
La única noticia histórica de la existencia del terremoto ocurrido el 1 de junio del año 949 en el oeste de la península ibérica procede del Chronicon burgense, de donde lo tomaron casi con las mismas palabras el Cronicón de Cardeña y los Anales compostelanos.

«En la era 987, en las calendas de junio, a la hora nona del sábado, salieron llamas del mar que abrasaron muchas ciudades y villas, hombres y animales, llegando a formar brasas en medio del agua. Incendióse entonces en Zamora todo un barrio; ardieron varias casas en Carrión, Castrojeriz, Burgos, Briviesca, La Calzada, Pancorbo y Buradón, y fueron presa de las llamas muchas otras villas».

Dado que en la lacónica información dada en los antiguos cronicones no se le reconoce explícitamente como un terremoto, algunos cronistas del siglo XVI conjeturaron que el episodio pudo ser una invención popular hecha sobre algunos incendios accidentales, o que pudo estar causado por «algún aspecto maligno de las estrellas». pero historiadores y geólogos posteriores lo interpretaron como un movimiento sísmico, y como tal se le considera actualmente.